# Jari Puikkonen
Jari Markus Puikkonen (ur. 25 czerwca 1959 w Lahti) – fiński skoczek narciarski, trzykrotny medalista olimpijski, siedmiokrotny medalista mistrzostw świata, mistrz świata w lotach i zdobywca Pucharu KOP.

## Kariera
Na arenie międzynarodowej zadebiutował 30 grudnia 1977 w Oberstdorfie, podczas pierwszego konkursu 26. edycji Turnieju Czterech Skoczni. W konkursie tym zajął 17. miejsce, a w klasyfikacji generalnej również nie znalazł się w pierwszej dziesiątce. W lutym 1978 wziął udział w swojej pierwszej dużej międzynarodowej imprezie, startując na mistrzostwach świata w Lahti. Zajął tam 38. miejsce na skoczni dużej, a na normalnym obiekcie był dwunasty. W nieoficjalnym konkursie drużynowym zajął drugie miejsce wspólnie z: Jouko Törmänenem, Penttim Kokkonenem i Tapio Räisänenem.
W grudniu 1979 zadebiutował w pierwszym sezonie Pucharu Świata w skokach narciarskich, zajmując 85. miejsce w Oberstdorfie. Trzy miesiące później, na igrzyskach olimpijskich w Lake Placid wywalczył brązowy medal na dużej skoczni, ulegając jedynie swemu rodakowi Jouko Törmänenowi oraz drugiemu w konkursie, Hubertowi Neuperowi. Na tych samych igrzyskach zajął także 16. miejsce na normalnej skoczni, tracąc do zwycięzcy – Antona Innauera ponad 30 punktów. W całym sezonie trzykrotnie stawał na podium zawodów (trzykrotnie był drugi), co pozwoliło mu zająć dziesiąte miejsce w klasyfikacji generalnej.
Sezon 1980/1981 przyniósł dwudziestoletniemu wówczas Finowi złoty medal na mistrzostwach świata w lotach w Oberstdorfie. W swoim najdłuższym skoku skoczył 174,0 metry, co było najlepszą odległością tych mistrzostw. Zajął także trzecie miejsce w 29. Turnieju Czterech Skoczni, zajmując kolejno drugie miejsce w Oberstdorfie, dziesiąte w Garmisch-Partenkirchen, pierwsze w Innsbrucku oraz jedenaste miejsce w Bischofshofen. Zdobył także Puchar KOP. Łącznie w tym sezonie czterokrotnie zwyciężał i raz był drugi, dzięki czemu wywalczył piąte miejsce w klasyfikacji generalnej, co było najlepszym wynikiem Puikkonena w historii jego startów w Pucharze Świata.
W sezonie 1981/1982 tylko raz stanął na podium zawodów Pucharu Świata, zajmując drugie miejsce na skoczni Holmenkollbakken. Na mistrzostwach świata w Oslo wywalczył srebrny medal na normalnej skoczni – lepszy okazał się tylko Armin Kogler. Ponadto wraz z Keijo Korhonenem, Penttim Kokkonenem i Mattim Nykänenem zdobył brązowy medal w drużynie. Rok później, na mistrzostwach świata w Harrachovie bronił tytułu mistrza świata, lecz zajął dopiero 26. miejsce.
Na igrzyskach olimpijskich w Sarajewie zdobył brązowy medal na normalnym obiekcie, a na dużej skoczni zajął piąte miejsce. W tym samym roku odbyły się także mistrzostwa świata w Engelbergu i Rovaniemi, podczas których Finowie w składzie: Markku Pusenius, Pentti Kokkonen, Jari Puikkonen i Matti Nykänen wywalczyli złoty medal w konkursie drużynowym. W całym sezonie 1983/1984 był dwukrotnie drugi i dwukrotnie trzeci i zajął ostatecznie dziewiąte miejsce w klasyfikacji generalnej.
Kolejne sukcesy odniósł na mistrzostwach świata w Seefeld in Tirol, gdzie został wicemistrzem na dużej skoczni, a razem z Tuomo Ylipullim, Kokkonenem oraz Nykänenem zdobył kolejny złoty medal w drużynie. Dobre starty w sezonie 1984/1985, między innymi trzy drugie miejsca i jedno trzecie, pozwoliły Puikkonenowi na zajęcie szóstego miejsca w klasyfikacji generalnej. Rok później zajął trzecie miejsce w klasyfikacji generalnej 34. Turnieju Czterech Skoczni po tym, jak zajął 11. miejsce w Oberstdorfie, 12. miejsce w Ga-Pa, zwyciężył w Innsbrucku oraz zajął 13. miejsce w Bischofshofen. W tym samym sezonie po raz ostatni stanął na podium, zajmując drugie miejsce podczas zawodów w Lahti 1 marca 1986.
W sezonie 1986/1987 wystartował tylko w pięciu konkursach: jednym w Lahti oraz w TCS; jego najlepszym wynikiem było 10. miejsce w Oberstdorfie. Nie zakwalifikował się też do kadry narodowej na mistrzostwa świata w Oberstdorfie. Lepszą formę zaprezentował rok później, co pozwoliło mu wziąć udział w igrzyskach w Calgary. W indywidualnych startach zajął siódme miejsce na normalnej skoczni, a na dużej był jedenasty. W rozgrywanym po raz pierwszy w historii igrzysk konkursie drużynowym reprezentanci Finlandii w składzie: Ari-Pekka Nikkola, Matti Nykänen, Tuomo Ylipulli i Jari Puikkonen zostali pierwszymi drużynowymi mistrzami olimpijskimi w skokach narciarskich.
Ostatnie sukcesy Puikkonen odniósł na mistrzostwach świata w Lahti w 1989, gdzie został mistrzem na dużej skoczni zarówno indywidualnie jak i drużynowo. Na normalnym obiekcie był trzynasty. Startował później na mistrzostwach świata w Val di Fiemme w 1991, jednak zdołał zająć zaledwie 34. miejsce na dużej skoczni. Ostatni oficjalny skok oddał podczas konkursu Pucharu Świata w Lahti 3 marca 1991, w którym zajął 47. miejsce. W całej swojej karierze 19 razy stał na podium konkursów Pucharu Świata, w tym 5 razy na najwyższym, 11 razy był drugi oraz 3 razy trzeci. Karierę zakończył w 1991.

## Osiągnięcia

### Igrzyska olimpijskie
| Miejsce | Dzień     | Rok  | Miejscowość | Konkurs                         | Wynik     | Strata    | Zwycięzca      |
| ------- | --------- | ---- | ----------- | ------------------------------- | --------- | --------- | -------------- |
| 16.     | 17 lutego | 1980 | Lake Placid | Skocznia normalna indywidualnie | 227.5 pkt | -38.8 pkt | Toni Innauer   |
| 3.      | 23 lutego | 1980 | Lake Placid | Skocznia duża indywidualnie     | 248.5 pkt | -22.5 pkt | Jouko Törmänen |
| 3.      | 12 lutego | 1984 | Sarajewo    | Skocznia normalna indywidualnie | 212.8 pkt | -2.4 pkt  | Jens Weißflog  |
| 5.      | 18 lutego | 1984 | Sarajewo    | Skocznia duża indywidualnie     | 196.6 pkt | -34.6 pkt | Matti Nykänen  |
| 7.      | 14 lutego | 1988 | Calgary     | Skocznia normalna indywidualnie | 199.1 pkt | -30.0 pkt | Matti Nykänen  |
| 11.     | 23 lutego | 1988 | Calgary     | Skocznia duża indywidualnie     | 194.6 pkt | -29.4 pkt | Matti Nykänen  |
| 1.      | 24 lutego | 1988 | Calgary     | Skocznia duża drużynowo         | 634.4 pkt | -         | -              |

### Mistrzostwa świata
| Miejsce | Dzień       | Rok  | Miejscowość      | Konkurs                         | Wynik     | Strata    | Zwycięzca      |
| ------- | ----------- | ---- | ---------------- | ------------------------------- | --------- | --------- | -------------- |
| 12.     | 18 lutego   | 1978 | Lahti            | Skocznia normalna indywidualnie | 236.1 pkt | -17.1 pkt | Matthias Buse  |
| 2.      | 22 lutego   | 1978 | Lahti            | Skocznia normalna drużynowo     | 401.1 pkt | -42.7 pkt | NRD            |
| 39.     | 26 lutego   | 1978 | Lahti            | Skocznia duża indywidualnie     | 185.4 pkt | -71.2 pkt | Tapio Räisänen |
| 2.      | 21 lutego   | 1982 | Oslo             | Skocznia normalna indywidualnie | 248.6 pkt | -0.7 pkt  | Armin Kogler   |
| 3.      | 26 lutego   | 1982 | Oslo             | Skocznia duża drużynowo         | 670.8 pkt | -47.7 pkt | Norwegia       |
| 31.     | 28 lutego   | 1982 | Oslo             | Skocznia duża indywidualnie     | 204.5 pkt | -53.4 pkt | Matti Nykänen  |
| 1.      | 26 lutego   | 1984 | Engelberg        | Skocznia duża drużynowo         | 618.3 pkt | -         | -              |
| 2.      | 20 stycznia | 1985 | Seefeld in Tirol | Skocznia duża indywidualnie     | 223.0 pkt | -1.2 pkt  | Per Bergerud   |
| 1.      | 22 stycznia | 1985 | Seefeld in Tirol | Skocznia duża drużynowo         | 583.0 pkt | -         | -              |
| 7.      | 26 stycznia | 1985 | Seefeld in Tirol | Skocznia normalna indywidualnie | 210.9 pkt | -14.4 pkt | Jens Weißflog  |
| 1.      | 20 lutego   | 1989 | Lahti            | Skocznia duża indywidualnie     | 218.5 pkt | -         | -              |
| 1.      | 22 lutego   | 1989 | Lahti            | Skocznia duża drużynowo         | 645.0 pkt | -         | -              |
| 13.     | 26 lutego   | 1989 | Lahti            | Skocznia normalna indywidualnie | 100.6 pkt | -13.9 pkt | Jens Weißflog  |
| 34.     | 10 lutego   | 1991 | Val di Fiemme    | Skocznia duża indywidualnie     | 142.2 pkt | -75.3 pkt | Franci Petek   |

### Mistrzostwa świata w lotach
| Miejsce | Dzień     | Rok  | Miejscowość | Konkurs            | Wynik      | Strata     | Zwycięzca     |
| ------- | --------- | ---- | ----------- | ------------------ | ---------- | ---------- | ------------- |
| 1.      | 27 lutego | 1981 | Oberstdorf  | Loty indywidualnie | 1201.0 pkt | -          | -             |
| 26.     | 18 marca  | 1983 | Harrachov   | Loty indywidualnie | 880.5 pkt  | -170.5 pkt | Klaus Ostwald |

### Puchar Świata w skokach narciarskich

#### Miejsca w klasyfikacji generalnej
- sezon 1979/1980: 10.
- sezon 1980/1981: 5.
- sezon 1981/1982: 26.
- sezon 1982/1983: 9.
- sezon 1983/1984: 9.
- sezon 1984/1985: 6.
- sezon 1985/1986: 14.
- sezon 1986/1987: 49.
- sezon 1987/1988: 20.
- sezon 1988/1989: 18.
- sezon 1989/1990: 37.

#### Miejsca na podium chronologicznie
| Nr  | Data            | Miejscowość            | Skocznia                 | Nota      | Pozycja | Strata    | Zwycięzca      |
| --- | --------------- | ---------------------- | ------------------------ | --------- | ------- | --------- | -------------- |
| 1.  | 1 stycznia 1980 | Garmisch-Partenkirchen | Große Olympiaschanze     | 230.4 pkt | 2.      | -1.8 pkt  | Hubert Neuper  |
| 2.  | 11 marca 1980   | Falun                  | Lugnet K-89              | 253.0 pkt | 2.      | -3.6 pkt  | Jouko Törmänen |
| 3.  | 16 marca 1980   | Oslo                   | Holmenkollbakken         | 235.1 pkt | 2.      | -3.4 pkt  | Armin Kogler   |
| 4.  | 30 grudnia 1980 | Oberstdorf             | Schattenbergschanze      | 252.3 pkt | 2.      | -4.5 pkt  | Hubert Neuper  |
| 5.  | 4 stycznia 1981 | Innsbruck              | Bergisel                 | 235.6 pkt | 1.      | -         | -              |
| 6.  | 6 marca 1981    | Lahti                  | Salpausselkä K-88        | 249.9 pkt | 1.      | -         | -              |
| 7.  | 7 marca 1981    | Lahti                  | Salpausselkä K-113       | 253.3 pkt | 1.      | -         | -              |
| 8.  | 21 marca 1981   | Planica                | Srednija velikanka       | 265.8 pkt | 1.      | -         | -              |
| 9.  | 21 lutego 1982  | Oslo                   | Holmenkollbakken         | 248.6 pkt | 2.      | -1.5 pkt  | Armin Kogler   |
| 10. | 4 stycznia 1984 | Innsbruck              | Bergisel                 | 206.4 pkt | 3.      | -17.7 pkt | Jens Weißflog  |
| 11. | 12 lutego 1984  | Sarajewo               | Igman K-90               | 212.8 pkt | 3.      | -2.4 pkt  | Jens Weißflog  |
| 12. | 2 marca 1984    | Lahti                  | Salpausselkä K-88        | 197.2 pkt | 2.      | -14.7 pkt | Matti Nykänen  |
| 13. | 4 marca 1984    | Lahti                  | Salpausselkä K-113       | 226.3 pkt | 2.      | -2.4 pkt  | Matti Nykänen  |
| 14. | 9 grudnia 1984  | Thunder Bay            | Big Thunder              | 225.6 pkt | 2.      | -7.6 pkt  | Andreas Felder |
| 15. | 16 grudnia 1984 | Lake Placid            | MacKenzie Intervale K-86 | 223.2 pkt | 2.      | -5.7 pkt  | Andreas Felder |
| 16. | 1 stycznia 1985 | Garmisch-Partenkirchen | Große Olympiaschanze     | 197.9 pkt | 2.      | -12.2 pkt | Jens Weißflog  |
| 17. | 3 marca 1985    | Lahti                  | Salpausselkä K-113       | 233.4 pkt | 3.      | -9.9 pkt  | Andreas Felder |
| 18. | 4 stycznia 1986 | Innsbruck              | Bergisel                 | 212.3 pkt | 1.      | -         | -              |
| 19. | 1 marca 1986    | Lahti                  | Salpausselkä K-88        | 215.0 pkt | 2.      | -10.7 pkt | Matti Nykänen  |